# Ana María del Palatinado-Neoburgo

Armas de los electores palatinos de Neoburgo.

Ana María del Palatinado-Neoburgo (Neuburg an der Donau , 18 de agosto de 1575 - Dornburg, 11 de febrero de 1643) fue una noble alemana.

## Primeros años de vida
Primogénita del duque Felipe Luis del Palatinado-Neoburgo y de Ana de Cléveris. Esta a su vez era la segunda hija del duque Guillermo V el Rico y de la archiduquesa austriaca María de Habsburgo.

### Matrimonio e hijos
Se casó el 9 de septiembre de 1591 en Neoburgo con el duque Federico Guillermo I de Sajonia-Weimar (1562-1602). De esta unión nacieron 6 hijos:
- Juan Felipe (1597-1639), duque de Sajonia-Altenburgo.
- Ana Sofía (1598-1641), casada con Carlos Federico (1593-1647), príncipe de Podiebrad, duque de Münsterberg y Oels y conde de Glatz.
- Federico (1599-1625), murió en una escaramuza con las tropas de Tilly en Seelze cerca de Hanóver. En esta batalla también murió el general Hans Michael Elías de Obentraut, que se aplica a algunos como la versión original de Deutschen Michels.
- Juan Guillermo (1600-1632).
- Dorotea (1601-1675) casada con el duque Alberto de Sajonia-Eisenach.
- Federico Guillermo II (1603-1669), sucesor de su hermano mayor en 1639 con el nombre de Federico Guillermo II.

En 1604 se trasladó con sus hijos desde Weimar a Altenburgo, que estaba separada de Weimar como un ducado independiente de Sajonia-Altenburgo para sus hijos. Tras enviudar en 1602, Ana María se hundió en una profunda tristeza y desde 1612, vivió separada de sus hijos en Wittum, el distrito y la ciudad de Dornburg. Durante un ataque en su castillo de Dornburg por soldados croatas del general Tilly en 1631, durante la Guerra de los Treinta Años, Ana María resistió a los atacantes, pero fue robada y herida en la mejilla. Con la ayuda de los ciudadanos que acudieron al lugar, los atacantes pudieron evitarse. En agradecimiento por esto, la duquesa donó un cáliz a la iglesia local.
Ana María murió en 1643 y fue enterrada en la cripta real de ladrillo en la Iglesia Hermanos en Altenburg.